# Телефонна будка (фільм)
«Телефонна будка» (англ. Phone Booth) — американський психологічний трилер 2002 року режисера Джоела Шумахера, продюсерів Девіда Цукера і Гіла Неттера, сценариста Ларрі Коена. Головні ролі зіграли Колін Фаррелл, Форест Вітакер, Кеті Голмс, Рада Мітчелл і Кіфер Сазерленд. Відповідно до сюжету таємничий снайпер-зловмисник дзвонить у телефонну будку, і коли на дзвінок відповідає молодий рекламний агент, останній швидко розуміє, що його життя під загрозою. Фільм отримав загалом позитивні відгуки від критиків і став касовим хітом, зібравши 97 мільйонів доларів у всьому світі за бюджету виробництва в 13 мільйонів.
Обмежена прем'єра відбулася на Міжнародному кінофестивалі в Торонто 2002 року. Повна прем'єра була призначена на листопад 2002 року, але снайперські атаки в окрузі Колумбія в жовтні 2002-го змусили компанію 20th Century Fox відкласти випуск фільму. Прем'єру влаштували в США 4 квітня 2003 року.

## Сюжет
Один телефонний дзвінок може змінити все життя людини або навіть обірвати його. Герой фільму Стью Шеферд стає полоненим телефонної будки.
Що ви зробите, якщо почуєте, як в телефонній будці задзвонив телефон? Найімовірніше, інстинктивно піднімете слухавку, хоча чудово знаєте, що хтось просто помилився номером. Ось і Стью здається, що на дзвінок треба обов'язково відповісти, а як наслідок він виявляється втягнутим в жахливу гру. «Тільки поклади слухавку і ти — труп», — говорить йому невидимий співрозмовник.

## У ролях
| Актор               | Персонаж             | Роль                                        |
| ------------------- | -------------------- | ------------------------------------------- |
| Колін Фаррелл       | Стюарт (Стю) Шеппард | піарник (продюсер), головна жертва снайпера |
| Кіфер Сазерленд     | Снайпер              | серійний вбивця                             |
| Форест Вітакер      | капітан Реймі        | поліцейський Нью-Йорка                      |
| Рада Мітчелл        | Келлі                | дружина Стю                                 |
| Кеті Холмс          | Памела Макфадден     | подружка Стю                                |
| Пола Паркер         | Фелісія              | повія                                       |
| Бен Фостер          | Big Q                | репер                                       |
| Доменік Ломбардоцці | Ваятт                |                                             |

## Цікаві факти
- Ларрі Коен написав сценарій фільму за один місяць.
- Майкл Бей міг стати режисером фільму.
- Джаред Лето виконав невелику роль, але сцена з його участю була вирізана з фільму.
- Попри те що у фільмі Кіфер Сазерленд з'являється менш ніж на три хвилини, на постерах і в титрах його прізвище йде другим за рахунком. Проте його голос ми чуємо протягом усього фільму.
- Дія фільму відбувається в реальному часі — він триває рівно стільки, скільки тривають описувані в ньому події, як у телесеріалі «24», в якому знімається Кіфер Сазерленд.
- Фільм був знятий за 10 днів, ще 2 дні зайняли підготовка і дознімання.
- Всупереч тому, що дія фільму відбувається в Нью-Йорку, він знімався в центрі Лос-Анджелеса (на 5-ій вулиці між перехрестями з Бродвей-стріт і Спрінг-стріт). Це видно на деяких кадрах, у які потрапляють міські автобуси.
- Снайперська гвинтівка маніяка (показана на мить в кінці фільму) — «Accuracy International AE». На ній встановлений оптичний приціл «Hensholdt» із підсвічуванням перехрестя.
- У сцені, коли снайпер розповідає Стю про його стеження за ним, можна побачити Кіфера Сазерленда, що йде за жертвою в темній вовняній шапочці.
- За сценарієм, телефонна будка розташована на Західній 53-й вулиці поруч із 8-й авеню.
- За словами режисера, фільм був знятий як ілюстрація того, що для хорошого кіно необов'язкові багатомільйонні бюджети й карколомні спецефекти.